# John Eisele
Pour les articles homonymes, voir Eisele.
John Lincoln Eisele (né le 18 janvier 1884 à Newark et décédé le 30 mars 1933) est un athlète américain spécialiste du steeple. Affilié au New York Athletic Club, il mesurait 1,80 m pour 69 kg.

## Biographie

### Palmarès
| Date | Compétition           | Lieu    | Résultat | Épreuve         | Performance   |
| ---- | --------------------- | ------- | -------- | --------------- | ------------- |
| 1908 | Jeux olympiques d'été | Londres | 3e       | 3 200 m steeple | 11 min 00 s 8 |

### Records
| Épreuve | Performance   | Lieu | Date |
| ------- | ------------- | ---- | ---- |
| 3 miles | 14 min 41 s 8 |      | 1908 |